# Otto Springorum (Schiff)
Das Motorschiff Otto Springorum war ein Massengutfrachter. Das Schiff wurde von der Seereederei Frigga bereedert.

## Geschichte

Logo der Seereederei Frigga

### Baugeschichte und erste Jahre alsOtto Springorum1958–1970
Die Otto Springorum war das dritte einer Klasse von vier Schiffen. Sie lief am 8. November 1958 bei der Rheinstahl Nordseewerke GmbH in Emden mit der Baunummer 325 vom Stapel und wurde auf den Namen des deutschen Industriemanagers Otto Springorum getauft. Schwesterschiffe der Otto Springorum waren die Rheinstahl, Arenberg und Anita Thyssen.
Die Otto Springorum fuhr vor allem im Kohle- und Eisenerz-Frachtgeschäft als Zulieferer der deutschen Stahlindustrie.

### AlsJagat Swamini1970–1982
1970 wurde die Otto Springorum, wie auch die Rheinstahl und Arenberg 1969, an die indische Dempo Steam Ship Ltd. verkauft und als Jagat Swamini weiter betrieben. Im November 1977 fuhr das Schiff durch das Auge des schweren Andhra Pradesh-Zyklons, wobei sie wichtige Beobachtungsdaten sammelte.

### Als DepotschiffPriyamvada1982–2015
Von Mai bis August 1982 wurde sie unter dem Namen Priyamvada bei der AG Weser in Bremen zum Depotschiff umgebaut, wobei sie drei Kräne zum Be- und Entladen von Erz für den Einsatz in Goa erhielt. Im Zuge der Umbauarbeiten wurde das Schiff an die V. S. Dempo & Co. verkauft.
Am 5. Juni 1994 rammte die Priyamvada im Hafen von Mormugao ein weiteres Depotschiff, die Sanjeevani, während eines Zyklons, wodurch die Sanjeevani schwer beschädigt wurde und schließlich abgewrackt werden musste. Die Eigner der Sanjeevani, Salgaocar Mining Industries bezichtigten daraufhin die Besatzung der Priyamvada der Nachlässigkeit und verklagten die V. S. Dempo. Das anschließende Gerichtsverfahren dauerte mehr als zwanzig Jahre an und wurde 2015 an das Bombay High Court verwiesen.
Am 22. März 2008 ereignete sich an Bord des Schiffes ein Mord, als ein indischer Seemann einen weiteren erstach, wofür ersterer im Mai 2009 zu lebenslänglicher Haft verurteilt wurde. Zuvor soll das spätere Opfer den späteren Täter schikaniert haben.
Im Jahr 2015 wurde das Depotschiff an Abbrecher verkauft, nach St. Kitts und Nevis umgeflaggt und in Riya umbenannt. Der Abbruch des Schiffs erfolgte ab dem 27. November 2015 in Alang.